# IC 5236
IC 5236 је лентикуларна галаксија у сазвјежђу Тукан која се налази на листи објеката дубоког неба у Индекс каталогу.
Деклинација објекта је - 66° 37' 4" а ректасцензија 22h 41m 30,4s. Привидна величина (магнитуда) објекта IC 5236 износи 14,4 а фотографска магнитуда 15,4. IC 5236 је још познат и под ознакама ESO 109-14, PGC 69503.